# Mucina
La mucina è una glicoproteina presente nei secreti mucosi del tratto respiratorio e gastro-intestinale. La glicosilazione delle mucine aumenta gli attriti frizionali tra esse ed il solvente esterno, con conseguente aumento della viscosità della soluzione. 
In tal modo la mucina, molto viscosa, diviene un elemento protettivo che forma una specie di velo di protezione sull'epitelio gastro-intestinale o respiratorio. La viscosità aumenta perché la parte glucidica della glicoproteina, essendo altamente idrofila, attira molta acqua, aumentando le interazioni con essa.
In caso di riduzione della glicosilazione della mucina si ha una diminuzione della viscosità, e anche la capacità protettiva decresce. 
I farmaci a base di glucocorticoidi inibiscono la glicosilazione delle mucine, e sono quindi detti farmaci "pro-ulceranti".